# Percy Grainger
Percy Aldridge Grainger (Melbourne, 8 de julio de 1882- White Plains, Nueva York, 20 de febrero de 1961) fue un compositor, arreglista y pianista nativo de Australia y posteriormente nacionalizado estadounidense. 
A lo largo de su carrera tuvo un papel prominente en la revitalización del interés por la música popular inglesa que tuvo lugar a principios del siglo XX. Realizó muchas adaptaciones de trabajos de otros compositores. Aunque buena parte de su creación fue experimental e inusual, la obra con la que es más frecuentemente asociado es su arreglo para piano de la melodía de danza popular ‘’Country Gardens’’.

## Biografía
Hijo del respetado arquitecto John Grainger, nacido en Inglaterra y emigrado a Australia en 1897,  y de Rose Annie Aldridge, de una familia de ricos hosteleros, empezó a estudiar piano a los 10 años con Louis Pabst, alemán emigrado a Melbourne, en donde era considerado el mejor profesor de piano.  
Su primera composición, una pieza titulada ‘’Un regalo de cumpleaños para mi madre’’ fue compuesta en 1893.  Pabst organizó las primeras apariciones en concierto de Grainger en el Salón Masón de Melbourne en julio y septiembre de 1894, en donde tocó obras de Bach, Beethoven, Schumann y Scarlatti, siendo cálidamente felicitado por la prensa de Melbourne.
Tras la vuelta de Pabst a Europa en otoño de 1894, la nueva profesora de  Grainger fue Adelaida Burkitt, quien organizó su aparición en una serie de conciertos que tuvo lugar en octubre de 1894, en el Royal Exhibition Building, siempre en Melbourne. Las dimensiones del local horrorizaron al joven pianista, pero a pesar de ello, su interpretación encantó a los críticos locales que le describieron como "el fenómeno de rubia cabellera que toca como un maestro ". Este reconocimiento público, llevó a su madre a decidir que su hijo debía continuar sus estudios en Alemania. Se consiguió ayuda financiera gracias a dos conciertos benéficos en Melbourne y Adelaida, tras lo cual madre e hijo salieron de Australia a Europa el 29 de mayo de 1895. Aunque Grainger nunca volvió a residir de forma estable en Australia, mantuvo siempre considerables sentimientos patrióticos por su tierra natal, y estuvo siempre orgulloso de su ascendencia australiana.
Así, a los 13 años empezó a estudiar en el Conservatorio Hoch de Fráncfort del Meno, Alemania, por recomendación de William Laver, que era entonces el jefe de estudios de piano del Conservatorio de Música de Melbourne. Entre 1901 y 1914 vivió en Londres, en donde se estableció primero como pianista en sociedad y luego como concertista, compositor y recopilador de música popular original. A medida que creció su reputación, se encontró con varias figuras relevantes de la música europea, desarrollando importantes amistades con Frederick Delius y Edvard Grieg. Se convirtió en un defensor de la música y cultura nórdica, por las que mostró entusiasmo frecuentemente en su correspondencia privada. 
En 1914, Grainger se trasladó a los Estados Unidos, en donde vivió en resto de su vida, aunque viajó ampliamente por Europa y Australia.
Sirvió brevemente como miembro de banda de música en el ejército estadounidense entre 1917 y 1918, convirtiéndose en ciudadano de los Estados Unidos en 1918. 
Tras el suicidio de su madre, en 1922, se centró de forma creciente en el trabajo educativo. Experimentó también con máquinas de música, como pianolas, que pensaba que superarían las capacidades interpretativas del ser humano. 
En los años 30 fundó el Museo Grainger en su ciudad natal, Melbourne, como monumento a su vida y su obra, así como archivo para la investigación. A medida que se hacía mayor continuó dando conciertos y revisando y rearreglando sus propias composiciones, sin dejar de componer nueva música. Tras la II Guerra Mundial, su salud empeoró, lo que le obligó a reducir su nivel de actividad, además de llevarle a empezar a considerar su carrera como un fracaso. Dio su último concierto en 1960, menos de un año antes de su muerte, en febrero de 1961.